# Love the Island
Singles de Ami Suzuki
Alone in My Room
(1998)
Love the Island, écrit Love the island, est le 1er single de Ami Suzuki, sorti en 1998.

## Présentation
Le single sort le 1er juillet 1998 au Japon sous le label True Kiss Disc de Sony Music Japan, coécrit et produit par Tetsuya Komuro. Il atteint la 5e place du classement de l'Oricon. Il se vend à 67 690 exemplaires la première semaine, et reste classé pendant 22 semaines, pour un total de 288 000 exemplaires vendus durant cette période.
C'est le tout premier disque de Ami Suzuki, sorti après sa selection par Komuro dans le cadre de l'émission télévisée Asayan. C'est son seul single à sortir au format "mini-CD" de 8 cm qui était alors la norme au Japon ; ses singles suivants sortiront au format standard de 12 cm, nouvelle norme pour les singles au Japon.
La chanson-titre a été utilisée comme thème musical pour une campagne publicitaire gouvernementale pour promouvoir le tourisme sur l'île de Guam ; le clip vidéo de la chanson fut en conséquence tourné là-bas. Komuro en a écrit les paroles avec Marc Panther, son compère du groupe globe. Les deux chansons du single figureront sur le premier album de la chanteuse : SA, qui sortira l'année suivante. La chanson-titre figurera également sur sa compilation FUN for FAN de 2001.

## Liste des titres
Toute la musique est composée par Tetsuya Komuro.
| 1. | Love the island                                            | Komuro & MARC / Komuro & Randy Waldman       | 4:55 |
| 2. | Asu, Atsuku, Motto, Tsuyoku (明日、あつく、もっと、つよく) | Komuro & Hiroshi Himura / Komuro & Cozy Cubo | 5:06 |
| 3. | Love the island (instrumental)                             | (instrumental) / Komuro & Randy Waldman      | 4:55 |